# .280 Remington
Набій .280 Remington, також відомий як 7mm-06 Remington та  7mm Express Remington, було представлено в 1957 році для використання в гвинтівках Remington модель 740, 760, 721 та 725.

## Історія
Випущений через 32 роки після набою .270 Winchester, набій мав не дуже високі продажі. Наприкінці 1978 року компанія Remington перейменувала набій на 7mm-06 Remington, але незадовго до кінця року його знову перейменували на 7 mm Express в спробі підняти продажі. В результаті набій плутали з набоєм 7 mm Remington Magnum, а тому в 1981 році компанія Remington змінила назву на .280.

## Специфікація
Набій .280 створено шляхом обтискання дульця набою .30-06 для використання кулі калібру 7 мм (.284 in), крім того дульце було зміщено вперед на .050 in (1,27 мм). Дульце спеціально змістили вперед, щоб запобігти використанню набою в гвинтівках під набій .270 Winchester, оскільки стрільба набоєм калібру .280 з гвинтівки під набій .270 може призвести до застрягання кулі в стволі або до пошкодження стволу через високий тиск. 
Вага куль становила 125, 150 та 165 гран.

## Порівняння набоїв .280 Remington та .270 Winchester
Через дещо більший об'єм гільзи набій .280 Remington може дещо більше розігнати важчу кулю (вагою 150 гран і вище) ніж набій .270 Winchester. Проте балістичний коефіцієнт куль однакової ваги калібру .270 кращий ніж у куль калібру 7мм (.284) схожої конструкції (з 2021 року всі 7 мм кулі отримали кращі балістичні коефіцієнти ніж кулі .277). При використанні важчих куль (150 гран і більше) набій .280 Remington має дещо більшу дулову енергію. 
Відповідно до Федерального каталогу боєприпасів кулі однакових конструкцій в набої .270 Winchester перевищує набій .280 Remington по швидкості та енергії на дальніх відстанях оскільки набій 270 калібру має вищий балістичний коефіцієнт. Крім того для набою .270 Winchester існує більше заводських зарядів, ніж для набою .280 Remington за нижчою ціною, оскільки набій .270 калібру є більш популярним.

## Порівняння набоїв .280 та .30-06
Набій .280 Remington здатен створити енергію, яку можно порівняти з енергією набою .30-06 Springfield, але з легкими кулями він має кращий балістичний коефіцієнт. Набій .30-06 утворює більше енергії ніж набій .280 з кулями важчими за 180 гран, хоча куля .284 калібру вагою 175 гран має щільність перетину, як у кулі .310, в той час як куля калібру 30-06 вагою 180 гран має середню щільність перетину, як у кулі калібру .271. Набій .280 добре підходить для полювання на будь-яку дичину Північної Америки.
За параметрами SAAMI обмеження тиску для набою .280 Remington становить 60,000 PSI, 50,000 CUP.
У більшості американських каталогів зброї та боєприпасів можна знайти набої .280 Remington. 
В Європі набій .280 Remington не дуже поширений в гвинтівках з ковзними затворами, оскільки є прямим конкурентом набою 7×64 мм, який дуже схожий за розміром на .280 Remington, але є потужнішим, оскільки має дещо вищий допустимий рівень тиску. Але набій .280 Remington є поширеним серед європейських користувачів самозарядних імпортних гвинтівок, таких як Remington.
Набій .30-06 є значно популярнішим тому виробники пропонують значно більший вибір зарядів за нижчою ціною.
Хоча гільзу набою .280 Remington можно зробити з гільзи набою .30-06 Springfield, довжина гільзи .30-06 становить 63,3 мм в той час як довжина гільзи набою .280 становить 64,5 мм, таку саму довжину має гільза набою .30-03 Springfield. Проте, "Невелика різниця в довжині перероблених гільз не має практичної різниці."

## .280 Ackley Improved

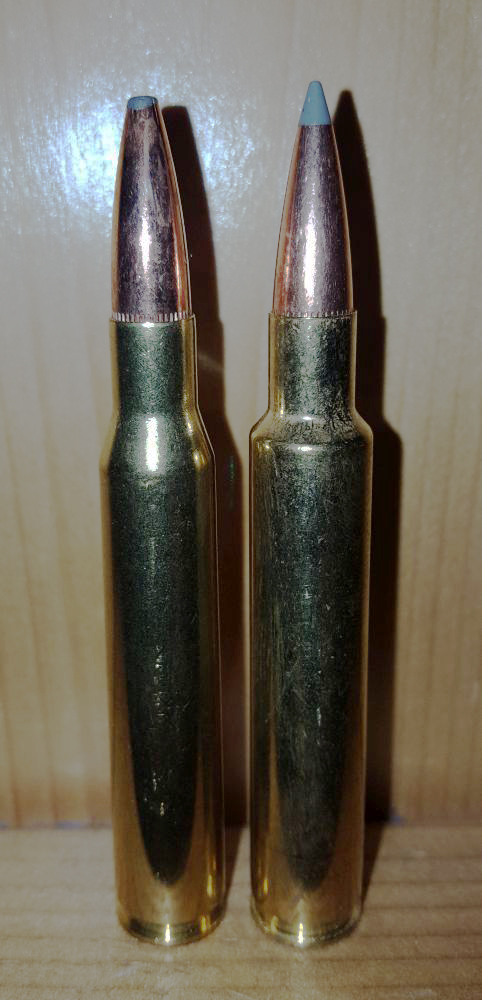
Праворуч набій .280 Ackley Improved

Одним з ранніх кустарних набоїв П.О. Оклі став набій 7мм-06 Improved, який він зробив шляхом обтискання гільзи набою .30-06
Springfield, до того ж гільза мала меншу конусність і кут плеча в 40 градусів. Незабаром після появи набою .280 Remington, Фред Гантінгтон переробив гільзу для покращення конфігурації з мінімальною конусністю гільзи, з кутом плеча 35 градусів і назвав його .280 RCBS. Оскільки гільзи .280 RCBS можна зробити шляхом пострілу набоєм .280 Remington, Оклі закинув створення набою 7мм-06 Improved та почав використовувати в гвинтівці набій .280 RCBS. Потім він змінив кут плеча з 35 градусів на 40 градусів, так з'явився набій .280 Ackley Improved. При рівній довжині стволу та тиску в каморі, куля набою .280 Ackley Improved на 30 м/с швидше ніж стандартна куля будь-якої ваги  .280 Remington. В 2007 році виробник боєприпасівr Nosler зареєструвала набій .280 Ackley Improved в SAAMI та розпочала заводське виробництво боєприпасів та гвинтівок.